# 信楽院 (滋賀県日野町)
信楽院（しんぎょういん）は、滋賀県蒲生郡日野町村井にある浄土宗の寺院。正式名称は「仏智山信楽院大松寺」。知恩寺に属し、中世に日野一帯を統治した蒲生氏の菩提寺である。本堂及び涅槃図が滋賀県の指定文化財となっている。

## 歴史

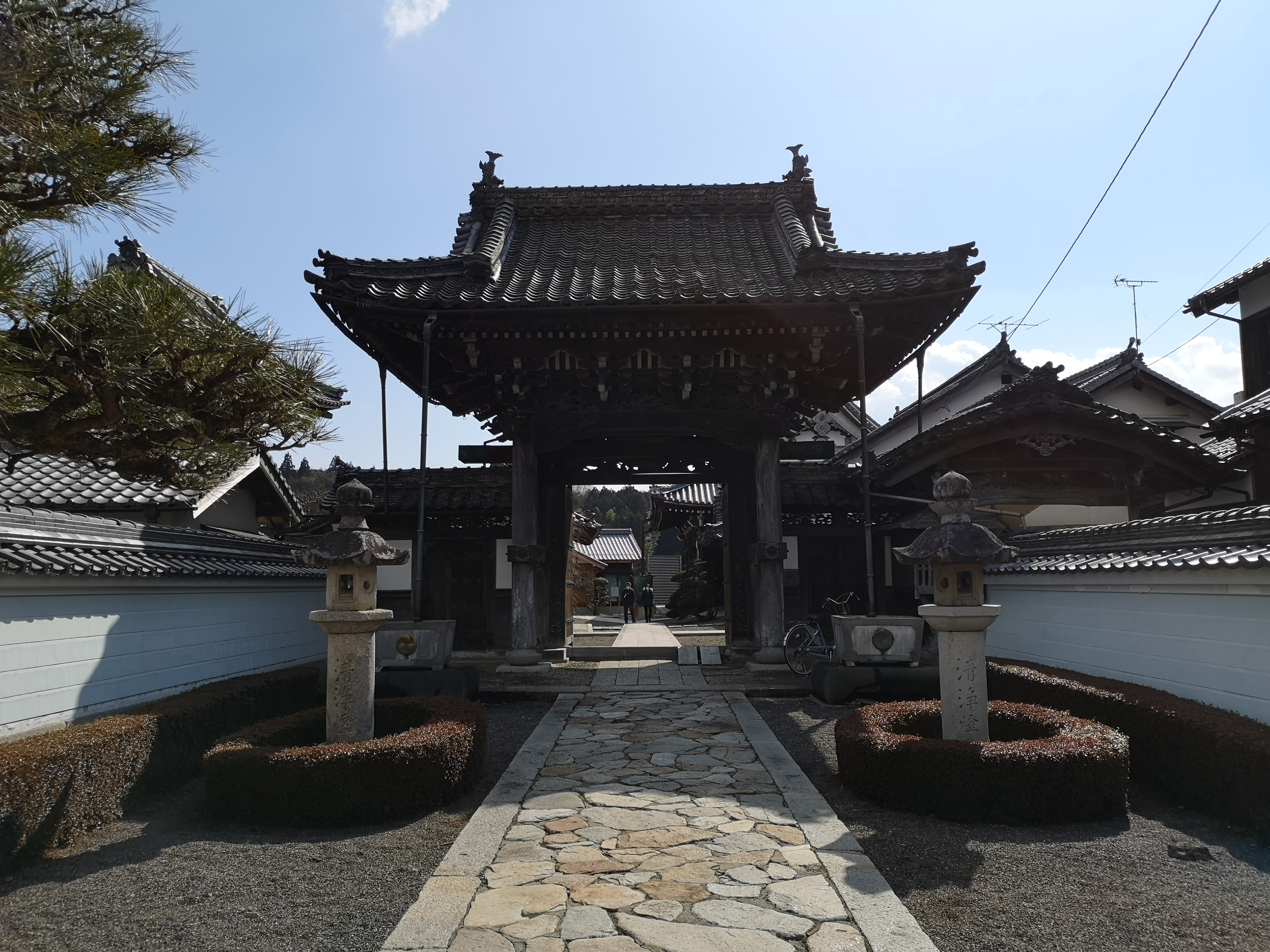
山門

発祥は定かではないが、奈良時代前半に聖武天皇の勅令により建立されたと伝わる。もともとは天台宗の寺院で、現在の甲賀市に位置した信楽庄にあった「信楽寺」を、室町時代に阿弥陀寺の三世厳誉宗真を中興開山に迎えて浄土宗に改宗し、日野一帯を統治した蒲生氏代々の菩提寺としたと伝えられ、貞和年間（1345-1350年）までは小御門村に所在した。貞和5年（1349年）に蒲生氏の本城であった小谷城に移転し、その後、蒲生氏の本城の転居に伴い音羽城、中野城内への移転した。
また、別の説によれば、明応7年（1498年）に蒲生貞秀が開基して一族の菩提寺としたともいう。
天正12年（1584年）に蒲生氏が国替えによって日野を去り、住職不在となったことで一時はほぼ廃寺同然の規模にまで衰退するも、慶長2年（1597年）に日野に残った蒲生氏の縁者や家臣らの嘆願と受けて蒲生氏郷の祖父・定秀が晩年に隠居所とした場所に移転し、再興された寺院が、21世紀現在の信楽院である。
再興に際し、慶長元年（1596年）に浄土宗の総本山である京都の知恩寺の預かり寺となっている。会津に移った蒲生氏からも信楽院再建のための「御懇志」が提供されていたが、会津から住職が派遣されることは距離的に期待できなかったため、知恩寺の預かりとなることで、「御講中」が相談のうえで任命するとされた住職が万が一にも見つからない場合でも、知恩寺から住職が派遣される保障を得て、断絶を免れるためである。こうした住職の安定派遣のために本末関係を結んだ点や、城主の菩提寺から集団指導体制へと変貌した点は、近世の寺院転換のなかで注目される事例となっている。
寺蔵文書や棟札によると、元文4年（1739年）9月2日に現在の本堂が上棟された。21世紀現在の価値で約5億6000万円が投じられ、延べ5000人の大工が建築に参加した。このとき、それまで本尊としていた阿弥陀如来立像を新築した阿弥陀堂へ遷座し、新たに坐像の阿弥陀如来像を本尊に据えた。
屋根は元文4年（1739年）以降に大規模な修復がなされておらず、建立当時の工法や部材が残っている箇所が多いとされる。2013年（平成25年）9月には本堂の保存修復工事が開始され、2014年（平成26年）には1922年（大正11年）以来91年ぶりとなる屋根の葺き替えが行われた。2014年（平成26年）11月30日には葺き替え工事の見学会が開催され、約70人が梁や柱を見学した。屋根瓦の下には防水用の野地が残されていた点は、明治時代以降に修理が行われた建物としては珍しいという。2017年（平成29年）3月には総工費2億4000万円が投じられた本堂の保存修復工事が完了した。

## 境内

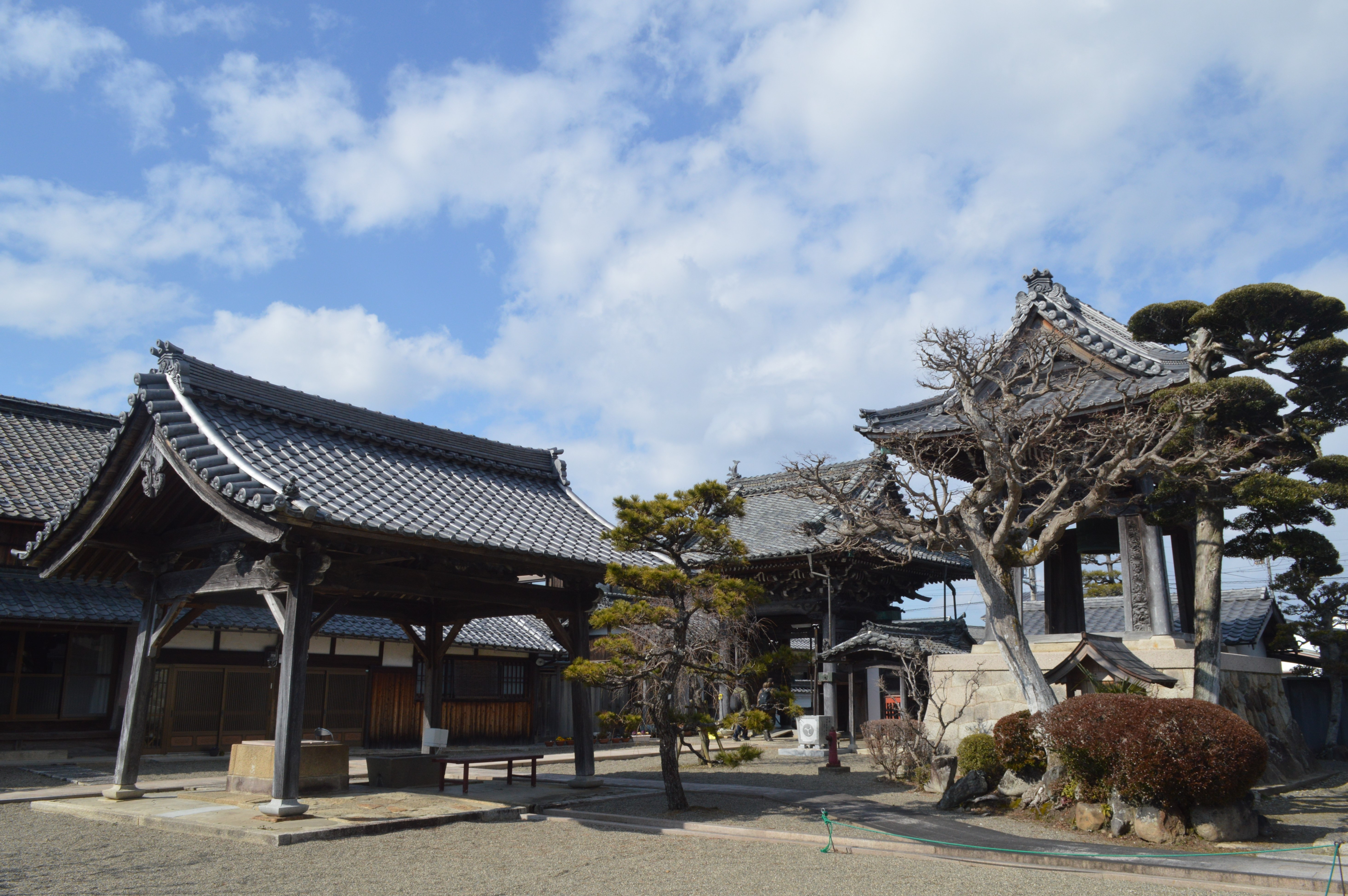
境内

町道大窪音羽線からみて南に1本入った町道にあり、北に面して境内がある。松並木の参道の奥に表門があり、この門は1間1戸4脚門としては大型の、18世紀中期の建築とみられ、西側に門番所が付設する。その奥に、庫裏、玄関、本堂などが東を向いて建つ。
通常、寺院は山門を入った正面に本堂が建立されているところ、信楽院は山門からみて右側方に本堂がある点が珍しい。
本堂から前庭を挟んで東側には、基壇に乗せた鐘楼、手水舎、四間堂の諸堂や秘仏堂が並び建つ。これらの堂には観音菩薩立像や地蔵菩薩立像などを祀る。境内の南側には行者同、太子堂などがある。いずれも18世紀中期から19世紀中期にかけての建築様式で伽藍が構成されている。
境内墓地の最奥に寄せ集め宝篋印塔があり、これは蒲生氏郷の供養塔と伝えられる。石塔は氏郷の遺髪塔ともみられる。
歴史的な文物では、蒲生氏郷が初陣の折に着用したとされる甲冑などが残り、古文書や骨地蔵や、蒲生貞秀・蒲生定秀ら代々の蒲生氏に縁の品々を、寺宝として保管する。蒲生氏の菩提寺であることから、蒲生氏が町を発展させた会津若松や松阪から訪れる人もいるという。

### 本堂

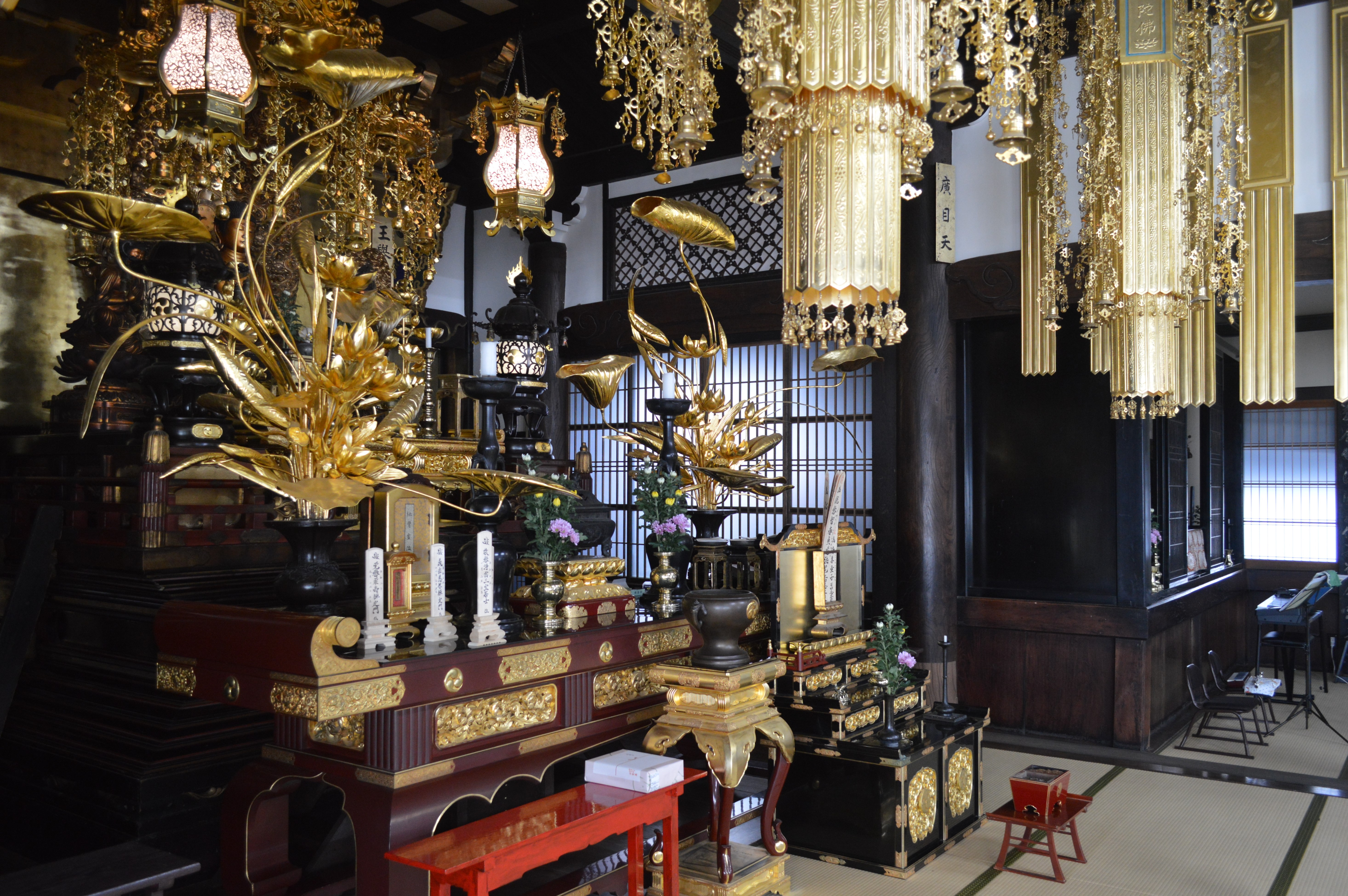
本堂内部

元文4年（1739年）に建立されたもので、1988年（昭和63年）に県の有形文化財に指定された。入母屋造、本瓦葺の屋根を備える。桁行14.3メートル、梁間15.2メートル、背面中央の桁行が5.0メートル、梁間6.1メートルが突出する。前方の1間通りを細長い土間としている形状で、向拝を設けていないため、やや高さがある印象をもたせる形状となっている。浄土宗の寺院仏堂としては珍しい平面的な造りとなっている。
土間を本堂のなかに取り込む独特な建築様式は日野地方に複数あるが、その最初の例とみられている。大工棟梁は、京都で多くの社寺建築を担い、当時一流と称賛されていた宮大工・高木但馬喜連。大きな欅の丸柱や、その丸柱に添えた虹梁形飛貫などの装飾手法に特徴があり、類例は少ないとされる。本堂は小規模な建物を連結することで、大規模な建物を作ることを禁じていた江戸幕府の規制を逃れていたとされる。

#### 雲竜図

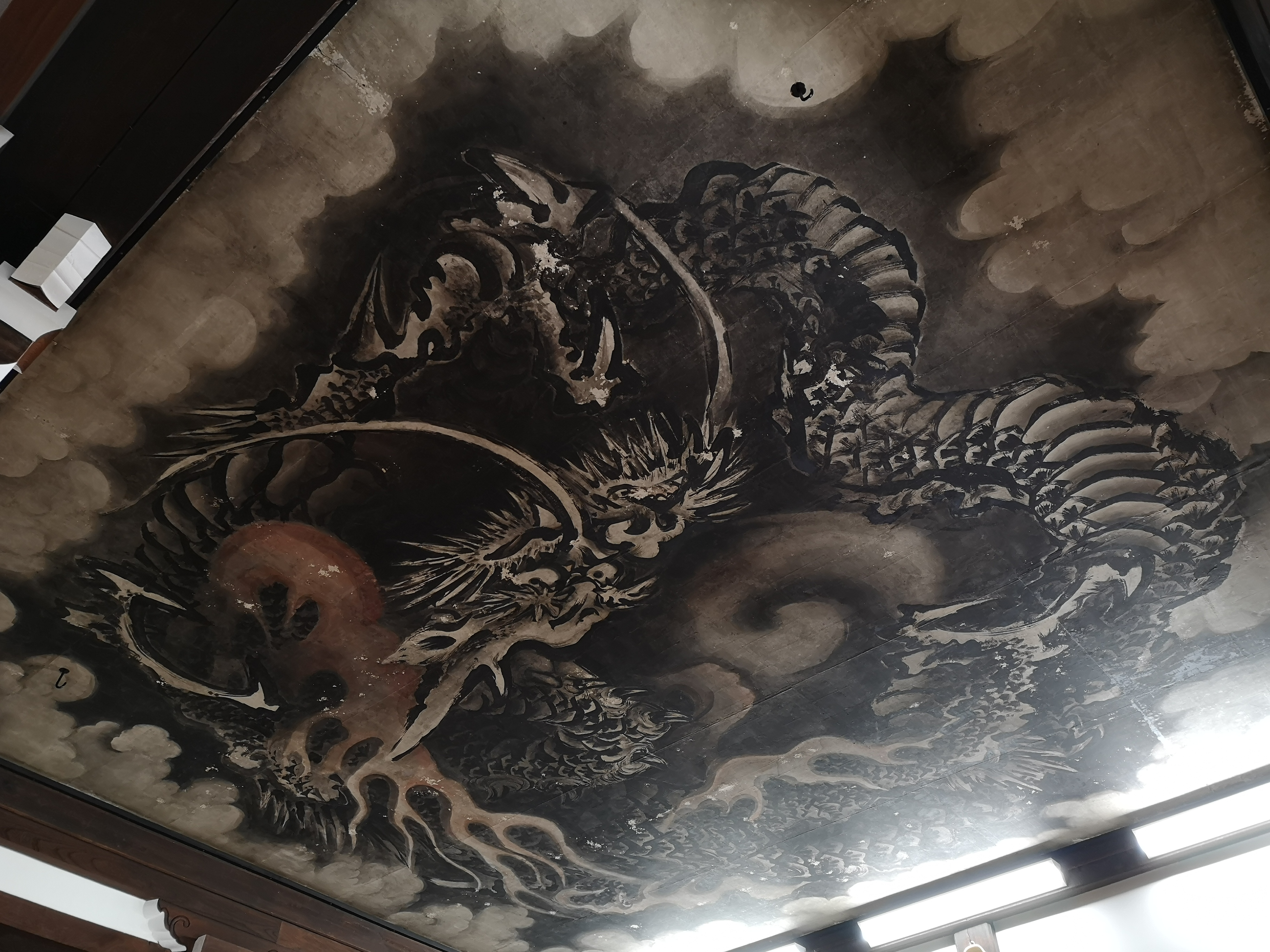
本堂の天井画（1743年作）

天井に、日野出身の画家・高田敬輔（たかだけいほ）の手により、寛永3年（1743年）頃に描かれた水墨画「雲竜」の大作がある。荒れ狂う龍の姿を中央に配した雲竜図で、周囲に八大龍王、韋駄天、飛天図を描く。雲竜図の大きさは縦横11メートル。
高田敬輔（1674－1755）は、日野商人から転身して日野画壇の祖となった絵師で、京の狩野派に師事し、雪舟の技法を習得した。墨の濃淡を活かした大胆な筆致が特徴で、多くの作品を残した。信楽院の雲龍図は、高田敬輔の技法が最大限に発揮された傑作と称賛される。
2020年（令和2年）10月に滋賀県立琵琶湖博物館のB展示室がリニューアルされた際には、信楽院の雲竜図をモデルとして竜の展示がなされた。
高田敬輔は日野町大窪の出身で、大窪にある遠久寺には、高田敬輔の親族である高田敬徳が描いた雲竜図も残されている。

## 文化財

### 県指定文化財
本堂、附文書2冊
前述参照。
絹本著色仏涅槃図
鎌倉時代に活躍した仏画師集団・宅摩派の画師の手による大幅の涅槃図で、裏書に天正2年（1574年）に松木渡しの合戦（長島一向一揆攻めの合戦）で討ち死にした蒲生氏郷の臣下・竹村與吉の供養のために寄進されたものであることが記されており、日野の歴史を伝える貴重な史料とされている。1974年（昭和49年）に県の文化財に指定された。

### 町指定文化財
木造阿弥陀如来坐像
室町時代に再興した折、本尊として据えた。文化財指定は1976年（昭和51年）。
石造孔雀文様宝塔基礎
鎌倉時代のもので、1976年（昭和51年）に日野町指定の有形文化財に指定された。

## 現地情報
- 所在地
  - 滋賀県蒲生郡日野町村井1500
  - 北東方向数百メートルに、氏神である馬見岡綿向神社が鎮座する[4]。
- アクセス
  - JR「近江八幡駅」あるいは近江鉄道「日野駅」から、近江鉄道バス北畑口行きで「村井本町」下車すぐ[1]。